# Chéroy
Chéroy település Franciaországban, Yonne megyében. Lakosainak száma 1763 fő (2022. január 1.). Chéroy Blennes, Vaux-sur-Lunain, Dollot, Jouy, Montacher-Villegardin és Vallery községekkel határos.

## Népesség
A település népességének változása:
| Lakosok száma | 1611 | 1638 | 1668 | 1655 | 1665 | 1676 | 1705 | 1734 | 1763 |
|               | 2013 | 2015 | 2016 | 2017 | 2018 | 2019 | 2020 | 2021 | 2022 |